# Maximiliaan van Bergen

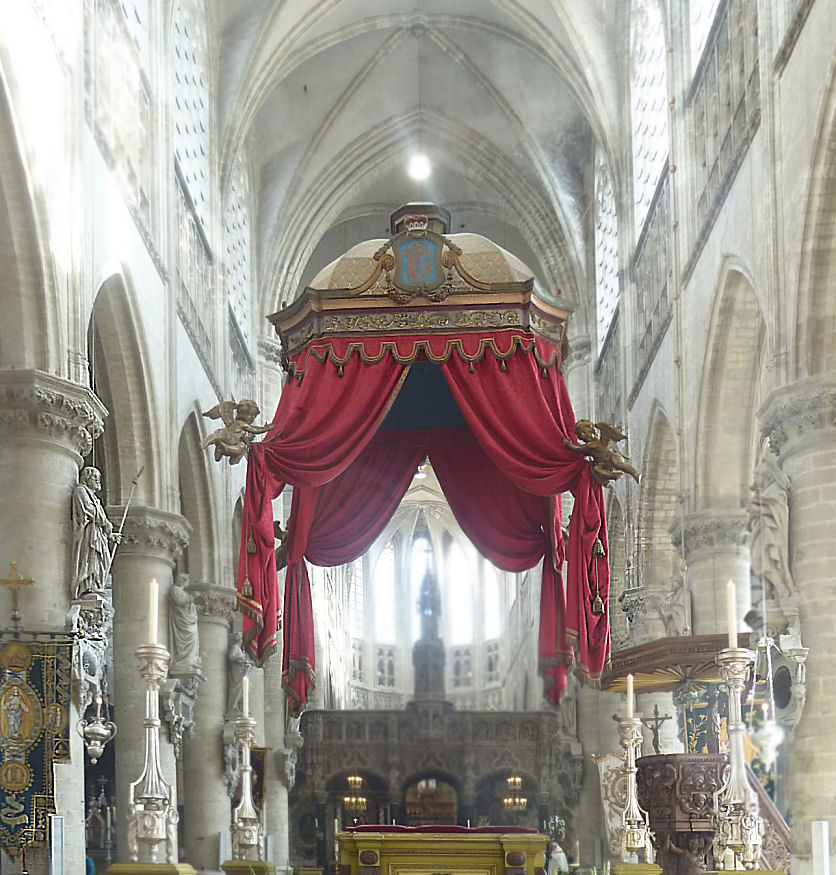
Sint-Gummaruskerk in Lier

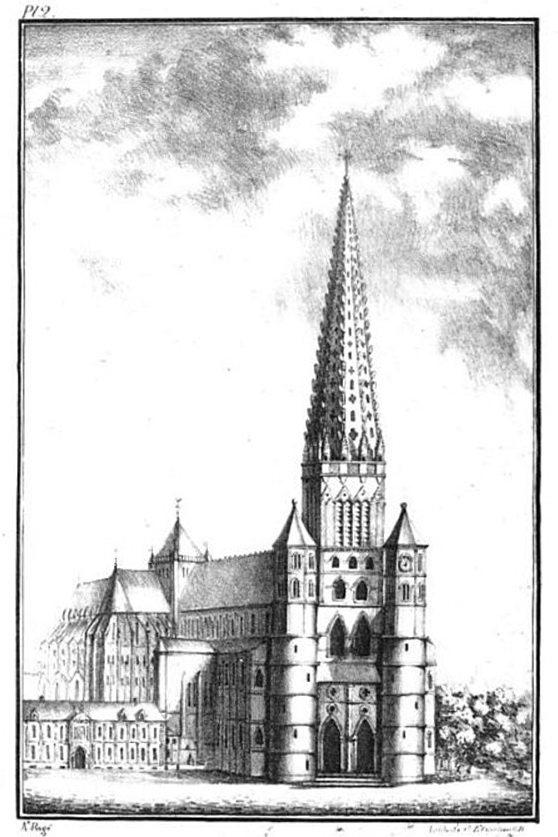
Toenmalige kathedraal van Kamerijk

Maximiliaan van Bergen (circa 1512 - Bergen op Zoom, 27 augustus 1570), ook Maximilianus de Berghis of Maximilien de Berg(h)ues genoemd, was prelaat in Kamerijk.
Hij was afkomstig uit de adellijke familie Van Glymes en afstammeling van Jan II van Glymes. Meerdere familieleden in de 15e tot 17e eeuw waren bisschop in de Nederlanden en Luik. Maximiliaan groeide waarschijnlijk op in het hertogdom Brabant en was jaren deken van het Sint-Gummaruskapittel van Lier.

## Graaf-bisschop
Op 10 september 1556 verkoos het kapittel van de Kathedraal van Kamerijk hem tot bisschop van Kamerijk, en dit onder druk van landvoogdes Margaretha van Parma, maar vooral van haar machtige raadgever Granvelle, bisschop van Atrecht. Keizer Ferdinand van het Rooms-Duitse Rijk stelde hem tevens aan tot graaf van Kamerijk en betreurde het feit dat paus Paulus IV talmde met de erkenning van Maximiliaans verkiezing. Pas in 1559 stemde paus Paulus IV in met zijn wijding tot bisschop van Kamerijk. Dit had alles te maken met de hervorming van de bisdommen in de Nederlanden, als Roomse reactie tegen het protestantisme. Maximiliaan werd de laatste bisschop van het uitgestrekte bisdom Kamerijk in de Nederlanden.

## Prins-aartsbisschop
Door de kerkelijke hervorming van de bisdommen in 1559 kromp het grondgebied van het bisdom Kamerijk belangrijk in. Als compensatie werd het bisdom verheven tot aartsbisdom Kamerijk. Maximiliaan werd de eerste prins-aartsbisschop van Kamerijk, en dit formeel vanaf 1562. Maximiliaan werd een metropolitaan aartsbisschop, dit wil zeggen, het hoofd van de kerkprovincie Kamerijk: hij kreeg toezicht over de bisdommen Atrecht, Doornik, Sint-Omaars en Namen. De eerste drie bisdommen kreeg hij van Reims, het laatstgenoemde van Luik. Hij maakte zich hiermee vijanden, vooral de misnoegde aartsbisschop Karel van Reims. Ook de abdij van Vaucelles, gelegen stroomopwaarts de Schelde, was misnoegd. De abdij was verplicht voortaan prebenden aan Maximiliaan te storten en niet meer aan Karel. De abdij ging in proces tegen Maximiliaan, iets waarmee hij zijn handen vol had.
In 1567 was aartsbisschop Maximiliaan, als prins van het Rooms-Duitse Rijk, aanwezig op de Rijksdag van Augsburg. Hij verdedigde er de belangen van het graafschap Kamerijk, los van de Spaanse Nederlanden. 
In 1570 verbleef hij op het familiaal landgoed in Bergen op Zoom. Hij stierf er onverwacht. Zijn stoffelijk overschot werd getransporteerd naar Kamerijk, waar hij begraven werd in de toenmalige kathedraal.
- Gemeinsame Normdatei: 132461587
- International Standard Name Identifier: 0000 0000 1798 5388
- Système universitaire de documentation: 156483467
- Virtual International Authority File: 11007644
- WorldCat: E39PBJmP4rMykCx4BHVvjcpF8C